# Litsea mathuataensis
Litsea mathuataensis är en lagerväxtart som beskrevs av A. C. Smith. Litsea mathuataensis ingår i släktet Litsea och familjen lagerväxter. Inga underarter finns listade i Catalogue of Life.